# Senaat (Roemenië)
De Senaat (Roemeens: Senat) is het hogerhuis van het Roemeense tweekamerstelsel. Samen met de Kamer van Afgevaardigden vormt de Senaat het parlement van Roemenië.
De Senaat is gesvestigd in het Parlementspaleis in Boekarest en telt 136 zetels (sinds 2016). De leden worden voor een periode van 4 jaar direct gekozen door evenredige vertegenwoordiging in 42 kiesdistricten.

## Voorzitters van de Senaat
| Periode                | Naam                         | Partij                                  |
| ---------------------- | ---------------------------- | --------------------------------------- |
| 1990–1992              | Alexandru Bârlădeanu         | FSN                                     |
| 1992–1996              | Oliviu Gherman               | FDSN                                    |
| 1996–februari 2000     | Petre Roman                  | PD                                      |
| februari 2000          | Mircea Ionescu-Quintus       | PNL                                     |
| 2000–2004              | Nicolae Văcăroiu             | PDSR                                    |
| 2004–2008              | Nicolae Văcăroiu             | PSD                                     |
| oktober 2008           | Doru-Ioan Tărăcilă (interim) | PSD                                     |
| oktober–september 2008 | Ilie Sârbu                   | PSD                                     |
| 2008–2011              | Mircea Geoană                | PSD                                     |
| november 2011          | Petru Filip (interim)        | PD-L                                    |
| 2011–2012              | Vasile Blaga                 | PD-L                                    |
| 2012–2014              | Crin Antonescu               | PNL                                     |
| 2014–2019              | Călin Popescu-Tăriceanu      | PLR (benoemd als onafhankelijke) / ALDE |
| september 2019         | Șerban Valeca (interim)      | PSD                                     |
| 2019–2020              | Teodor Meleșcanu             | onafhankelijk (met steun van PSD)       |
| februari–april 2020    | Titus Corlățean (interim)    | PSD                                     |
| april–december 2020    | Robert Cazanciuc (interim)   | PSD                                     |
| 2020–2021              | Anca Dragu                   | USR-PLUS                                |
| 2021–2022              | Florin Cîțu                  | PNL                                     |
| 2022–2023              | Alina Gorghiu (interim)      | PNL                                     |
| sinds 2023             | Nicolae Ciucă                | PNL                                     |